# Goethalsia
Goethalsia  es un género monotípico de fanerógamas cuya única especie es Goethalsia meiantha perteneciente a la familia Malvaceae. Es originario de Centroamérica. 

## Descripción
Son árboles que alcanzan un tamaño de 15–30 m de largo, contrafuertes prominentes; ramas café-rojizas con numerosas lenticelas blanquecinas, ramitas jóvenes con tricomas pilosos simples dispersos y caducos sobre una densa cubierta de tricomas diminutos fasciculado-estrellados. Hojas elíptico-oblongas u obovado-oblongas, 7–14 cm de largo y 5–8 cm de ancho, ápice angostamente acuminado, base aguda a redondeada, margen algo dentado, haz con tricomas estrellados dispersos sobre los nervios, envés blanquecino, densamente cubierto con tricomas estrellados adpresos, 2 o 3 pares de nervios laterales, el par basal casi tan desarrollado como el nervio principal, nérvulos terciarios paralelos, ligeramente inclinados entre el nervio principal y los nervios laterales; pecíolos 10–12 mm de largo; estípulas pequeñas y caducas. Inflorescencias cimoso-paniculiformes, axilares o terminales, más cortas que las hojas, brácteas ovado-oblongas, 2 mm de largo, persistentes, cada flor envuelta por un epicáliz valvado de 3 brácteas, cada bráctea 3–4 mm de largo, pubescencia amarillo-blanquecina, flores 5-meras; sépalos libres, lanceolados, 10 mm de largo, cortamente unidos en la base, internamente vellosos con tricomas simples largos, externamente tomentosos con delicados tricomas estrellados, caducos; pétalos oblongos a estrechamente obovados, ca 4 mm de largo, densamente vellosos sobre la uña, el resto papiloso y con tricomas estrellados largos dispersos, cafés, la base con glándulas oblongas largas; androginóforo ca 1.5–1.8 mm de largo, coronado por un urcéolo piloso corto e hinchado, ca 2 mm en diámetro, rodeando la base de los estambres; estambres ca 25, filamentos ligeramente connados en la base, desiguales, anteras globosas, mediifijas y con dehiscencia longitudinal; ovario súpero, sésil sobre el androginóforo, 3 o 4-locular, cada lóculo con 4 óvulos. Fruto de 3 (4) sámaras connadas, finalmente separándose del eje central, cada sámara oblonga en contorno, ampliamente alada alrededor de la parte central más o menos globular, la cual está claramente carinada por una cresta irregular transversa, alas 3.5–4 cm de largo y 1.5–2 cm de ancho, cada sámara con 1–4 semillas en la mitad; semillas en forma de pera, aplanadas, 2.8–4 mm de largo y 1.8–2.5 mm de ancho.

## Distribución y hábitat
Especie poco común, se encuentra en los bosques húmedos, zona atlántica; a una altitud de 40–200 m s. n. m.; fl sep, oct, fr nov, dic; desde Nicaragua hasta Colombia y Venezuela. Un género monotípico que ha pertenecido a la familia Flacourtiaceae. Esta especie es muy difícil de distinguir de Trichospermum galeottii cuando está estéril, sin embargo esta última tiene las hojas algo delgadas, más agudamente serradas y generalmente (excepto en plántulas) con algunos tricomas fasciculado-estrellados de brazos largos, además de los tricomas estrellados blanquecinos adpresos de brazos pequeños.

## Taxonomía
El género fue descrito por Henri François Pittier y publicado en Repertorium Specierum Novarum Regni Vegetabilis  13: 313 - 314, en el año 1914. La especie Goethalsia meiantha fue descrita por (Donn.Sm.) Burret y publicado en Notizblatt des Botanischen Gartens und Museums zu Berlin-Dahlem 9(88): 815–817. 1926.
Sinonimia
- Goethalsia isthmica Pittier
- Luehea meiantha Donn.Sm.[2]